# Simon Ford
Simon Gary Ford (Newham, 17 novembre 1981) è un ex calciatore inglese naturalizzato giamaicano, difensore.

## Biografia
Suo zio è l'ex calciatore Mark Walters.

## Carriera

### Nazionale
Nel 2008 ha giocato 2 partite con la nazionale giamaicana.